# Cristià August II de Schleswig-Holstein-Sonderburg-Augustenburg
Cristià August II de Schleswig-Holstein-Sondenburg-Augustenburg va néixer el 19 de juliol de 1798 a Copenhaguen i va morir l'11 de març de 1869 a la ciutat polonesa de Przemków, conegut normalment com a Cristià, Duc d'Augustenburg. Era un príncep de la Casa de Schleswig-Holstein-Guldberg, Augustenburg, descendent directe de la casa reial danesa.
Era el fill gran i hereu de Lluïsa Augusta de Dinamarca (germana de Frederic VI de Dinamarca) i de Frederic Cristià II, duc d'Augustenburg. Era el cunyat del rei Cristià VIII de Dinamarca i nebot del també rei de Dinamarca Frederic VI de Dinamarca.

## Matrimoni i fills
Cristià August es va casar el 1820 amb la seva cosina la comtessa Lluïsa Sofia de Danneskjold-Samsøe (1797-1867), filla de Cristià Conrad de Danneskiold-Samsoe (1774-1823) i de Joana Enriqueta Kaas (1776-1843), una família noble danesa relacionada amb els reis de Dinamarca, d'una branca il·legítima de la Casa d'Oldenburg.
Fills:
- Frederic August (1829-1880), duc de Schleswig-Holstein-Sonderburg-Augustenburg, casat amb la princesa Adelaida de Hohenlohe.
- Cristià Carles August (1831-1917), casat amb la princesa Helena del Regne Unit.
- Lluïsa Augusta (1823-1872)
- Carolina Amàlia (1826-1901)
- Carolina Cristiana (1833-1917)